# Ловастатин
Ловастати́н — природний гіполіпідемічний засіб, що належить до групи статинів, для перорального застосування. Вироблення препарату передбачає використання продуктів життєдіяльності Aspergillus terreus. У природному середовищі ловастатин можна отримати із плодових тіл плеврота черепичастого, або гливи.

## Фармакологічні властивості
Ловастатин — природний гіполіпідемічний засіб, що належить до групи статинів, для перорального застосування. Механізм дії препарату полягає у блокуванні початкових стадій синтезу холестерину. Після перорального прийому ловастатин гідролізується до активної похідної — β-гідроксикислоти, яка конкурентно блокує фермент ГМГ-КоА-редуктазу, який каталізує перетворення ГМГ-КоА у мевалонат, що дозволяє блокувати біосинтез холестерину на початковій стадії. Ловастатин пригнічує біосинтез ліпопротеїнів низької щільності, тригліцеридів, ліпопротеїнів дуже низької щільності , аполіпопротеїну В. Разом із тим препарат підвищує вміст у крові ліпопротеїнів високої щільності, які мають антиатерогенний ефект. Як і інші статини, ловастатин має позитивний ефект при дисфункції ендотелію, на стан судинної стінки та на стан атероми; покращує реологічні властивості крові та має антиоксидантні і антипроліферативні властивості.

### Фармакодинаміка
Ловастатин повільно та не повністю (близько 30 % прийнятої дози) всмоктується в шлунково-кишковому тракті. Біодоступність препарату складає близько 5 %, що можна пояснити ефектом першого проходження через печінку. Ловастатин добре зв'язується із білками плазми крові. Максимальна концентрація препарату в крові досягається протягом 2 годин. Ловастатин проникає через гематоенцефалічний бар'єр. Препарат проникає через плацентарний бар'єр. Ловастатин накопичується у печінці, де метаболізується до активних та неактивних метаболітів. Виводиться препарат із організму переважно із калом у вигляді метаболітів, частково виводиться із сечею. Період напіввиведення ловастатину становить 3 години, цей час може збільшуватися при порушеннях функції печінки.

## Показання до застосування
Ловастатин застосовують при первинних гіперхолестеринеміях (гіперліпопротеїнеміях IIa и IIb типів) з високим вмістом ліпопротеїнів низької щільності (при неефективності дієтотерапії у пацієнтів з підвищеним ризиком виникнення коронарного атеросклерозу), комбінованій гіперхолестеринемії та гіпертригліцеридемії, атеросклерозі.

## Побічна дія
При застосуванні ловастатину побічні ефекти виникають рідко, і є короткочасними та зворотними. При застосуванні можливі наступні побічні ефекти:
- Алергічні реакції та реакції з боку шкірних покривів — нечасто висипання на шкірі, свербіж шкіри; у поодиноких випадках кропив'янка, алопеція, депігментація шкіри, фотодерматоз, вовчакоподібний синдром, дерматоміозит, тромбоцитопенічна пурпура, гарячка, синдром Стівенса-Джонсона, набряк Квінке, синдром Лаєлла, анафілактичний шок.
- З боку травної системи — нечасто печія; рідко (0,1—1 %) нудота, блювання, втрата апетиту, біль у животі, запор або діарея, метеоризм, сухість у роті, відрижка кислим, зміна смаку; дуже рідко холестатична жовтяниця, панкреатит, токсичний гепатит, цироз печінки, печінкова недостатність, жировий гепатоз, фульмінантний гепатит, гепатома.
- З боку нервової системи — нечасто головний біль, запаморочення, параліч лицевого нерва, тремор, парестезії, периферична нейропатія, неспокій, депресія, втрата пам'яті, порушення пам'яті, сплутаність свідомості, безсоння, подразнення слизової оболонки очей, затуманення зору, офтальмоплегія, помутніння кришталика, катаракта; у поодиноких випадках атрофія зорового нерва.[3]
- З боку кістково-м'язової системи — міалгії, міопатії, спазми м'язів, артралгії, рабдоміоліз (побічна дія з боку кістково-м'язової системи спостерігається виключно при сумісному застосуванні разом із нікотиновою кислотою, гемфіброзилом або циклоспорином).
- Інші побічні ефекти — нечасто біль у грудній клітці, порушення функції щитоподібної залози, загальна слабість, задишка, порушення потенції, гінекомастія, еректильна дисфункція.
- Зміни в лабораторних аналізах — нечасто гемолітична анемія, лейкопенія, тромбоцитопенія, еозинофілія, підвищення активності амінотрансфераз, лужної фосфатази, гаммаглютамілтранспептидази (ГГТП), транзиторне підвищення активності креатинінфосфокінази, підвищення рівня креатиніну, сечовини, білірубіну в крові.

## Протипоказання
Ловастатин протипоказаний при підвищеній чутливості до статинів, вагітності та годуванні грудьми, гострих захворюваннях печінки, стійкому підвищенні рівня активності трансаміназ в крові невідомої етіології. У дитячому віці ловастатин дозволений для застосування виключно у випадку сімейної гіперхолестеринемії дітям, старшим 10 років. Препарат не застосовується сумісно із ітраконазолом, кетоконазолом, позаконазолом, інгібіторами протеази, боцепревіром, телапревіром, еритроміцином, кларитроміцином, телітроміцином, нефазодоном, циклоспорином, гемфіброзилом, нікотиновою кислотою, а також із грейпфрутовим соком.

## Форми випуску
Ловастатин випускається у вигляді таблеток по 0,1; 0,2 та 0,4 г.